# Atropoides mexicanus
Pour les articles homonymes, voir Atropos (homonymie).
Espèce
Synonymes
- Atropos mexicanus Duméril, Bibron & Duméril, 1854
- Bothrops mexicanus (Duméril, Bibron & Duméril, 1854)

Statut de conservation UICN

 LC  : Préoccupation mineure
Atropoides mexicanus est une espèce de serpents de la famille des Viperidae.

## Répartition
Cette espèce se rencontre :
- dans le Sud du Mexique dans les États du Chiapas et du Querétaro ;
- au Belize ;
- au Guatemala ;
- au Honduras ;
- au Nicaragua ;
- au Costa Rica ;
- au Salvador ;
- à Panama.

## Description
C'est un serpent venimeux.

## Publication originale
- Duméril, Bibron & Duméril, 1854 : Erpétologie générale ou histoire naturelle complète des reptiles. Tome septième. Deuxième partie, p. 781-1536 (texte intégral).